# Море Лінкольна
83°17′37″ пн. ш. 57°08′02″ зх. д. / 83.293611111111° пн. ш. 57.133888888889° зх. д.
 Мо́ре Лі́нкольна (англ. Lincoln Sea)  — окраїнне море Північного Льодовитого океану. Омиває північне узбережжя Нунавута та Гренландії. До моря прилягає східна частина Канадського Арктичного архіпелагу. Межі моря Лінкольна проходять від мису Колумбії до мису Морріс-Джесоп Гренландії великим півколом. На схід від моря Лінкольна (на схід від мису Морріс-Джесоп) розташовується море Ванделя.
Вода та лід із моря Лінкольна прямують протокою Робсона, північною частиною протоки Нерса, більшу частину часу.
Море було названо полярним дослідником Адольфусом Вашингтоном Грилі під час його експедиції 1881-1884 років. Ім'я Лінкольна пов'язано не з 16-м президентом США Авраамом Лінкольном, а з його сином, американським воєнним міністром, Робертом Тодом Лінкольном.
Станція Алерт — єдиний населений пункт на березі моря.
Існує територіальна суперечка між Канадою і Данією стосовно акваторії площею 200 км², що виникла через невизначеність статусу острова Бімонт (англ. Beaumont).

## Межі моря
Міжнародна гідрографічна організація так визначає межі моря Лінкольна:
- На півночі: від мису Колумбія до мису Морріс Джесуп  (Гренландія).
- На півдні: від мису Колумбія північно-східним узбережжям острова Елсмір до мису Шерідан і далі до мису Браянт(Гренландія) берегом Гренландії до мису Морріс Джесап.

## Гідрографія
Береги моря скелясті, сильно розчленовані фіордами, у які спускаються льодовики. Площа моря Лінкольна становить 38 тис. км², середня глибина — 289 м, найбільша — 592 м. Течії здебільшого спрямовані на схід. Море закрите, припливи півдобові, величина ходу води — близько 0,8 метра. Велика частина моря протягом усього року покрита багаторічними льодами, що дрейфують, які сягають завтовшки до 15 метрів.
Вздовж континентального шельфу в Північному Льодовитому океані вузькі прикордонні течії утворюють інтенсивну адвекцію, що має вирішальне значення в загальній циркуляції арктичних вод. Через Берингову протоку тихоокеанські води течуть проти годинникової стрілки уздовж північних берегів Канади, проходячи через море Лінкольна. Води Атлантичного океану повертаються до Євразійського басейну уздовж континентального схилу Гренландського моря. Води цих басейнів сходяться в море Лінкольна, створюючи унікальні вертикальні профілі температури та солоності. Змішування атлантичних і тихоокеанських вод є важливим аспектом у гідрографії моря Лінкольна.
Море Лінкольна має воду з трьома різними параметрами. Перший — стосується води у внутрішній частині шельфу моря Лінкольна, де профілі температури й солоності збільшуються від поверхні до морського дна. Другий — стосується води, що охоплює зовнішню частину шельфу, зокрема по континентальному схилу; вода має аналогічні параметри з Канадською котловиною і, таким чином, не відрізняється від Тихоокеанської. Третій — стосується води на північ від континентального схилу. Ця вода бере участь у великомасштабній циркуляції Арктичного басейну, і тому її характеристики аналогічні воді Євразійського басейну.

## Клімат
Акваторія моря лежить цілковито в арктичному кліматичному поясі, це одне з найхолодніших морів Світового океану. Цілий рік переважає полярна повітряна маса. Льодовий покрив цілорічний. Низькі температури повітря тримаються впродовж усього року. Атмосферних опадів випадає недостатньо. Зима і літо — холодні.

## Біологія
Акваторія моря лежить у морському екорегіоні північної Гренладії арктичної зоогеографічної провінції. Зоогеографічно донна фауна континентального шельфу й острівних мілин до глибини 200 м належить до арктичної циркумполярної області арктичної зони.